# Iakymivka (oblast de Zaporijjia)
Iakymivka (en ukrainien : Якимівка, en russe : Акимовка, Akimovka) est une commune urbaine de l'oblast de Zaporijjia, en Ukraine. Elle compte 11 274 habitants en 2021.

## Géographie
La commune se trouve au bord de la rivière Maly Outliouk. Le village de Polianivka se trouve en amont à 6 km et celui de Volodymyrivka en aval. Elle est traversée par la route T-0820 et par le chemin de fer avec la gare du même nom. Lе village reçoit son nom en mémoire d'Akim Kolossov, chef de la police locale qui s'occupa de l'installation des paysans colons.

## Histoire
On a retrouvé dans les environs des kourganes datant de l'âge du bronze (2e millénaire av. J.-C.). Il y avait un petit aoul du nom d'Azberda jusqu'en 1830, la région étant alors peu habitée. C'étaient surtout des chevriers originaires de Moldavie. Ils quittent l'aoul en 1830 pour retourner sur les bords du Danube. En 1833, sept Mordves d'une secte iconoclaste venus de l'ouïezd de Spassk (gouvernement de Tambov) s'installent en ces lieux. D'autres paysans arrivent dans les deux décennies suivantes. Des familles arrivent en 1838 de l'ouïezd de Borissoglebsk, en 1841 de la région de Koursk, en 1855 de l'ouïezd de Fatej, foyer des fondateurs mordves du village d'Iakymivka qui devient en 1863 le chef-lieu de la volost.
À l'époque, Iakymivka devient un marché important de négoce du blé. En 1876, on en exporte par an par le chemin de fer 58 convois de grains et déjà en 1886, 1433 convois. Au début du XXe siècle, cela représente un demi million de pouds de céréales par la gare d'Iakymivka. Des meuneries  sont installées au village.
La première usine de machines agricoles ouvre en 1908. En 1913, la première moissonneuse-batteuse de l'Empire russe, apportée par les Américains à l'exposition agricole de Kiev, est testée à la station d'essai de machines agricoles d'Iakymivka.
Le pouvoir bolchévique s'installe ici en novembre 1917.
Le village est occupé par l'armée allemande entre 1941 et 1943. Un groupe de jeunes résistants est arrêté par l'occupant au début de l'année 1943, une partie est condamnée à la pendaison, l'autre à la déportation en camps de concentration. Un monument leur rend hommage près du stade Colosse.
Iakymivka reçoit le statut de commune urbaine en 1957. En 1989, elle comptait 13 034 et en 2001, 12 832 habitants, puis en 2013, 11 945 habitants.
En 2022, lors de l’invasion de l’Ukraine par la Russie, les troupes russes occupent militairement le territoire et relance l’exportation de céréales ukrainiennes.

## Photographies

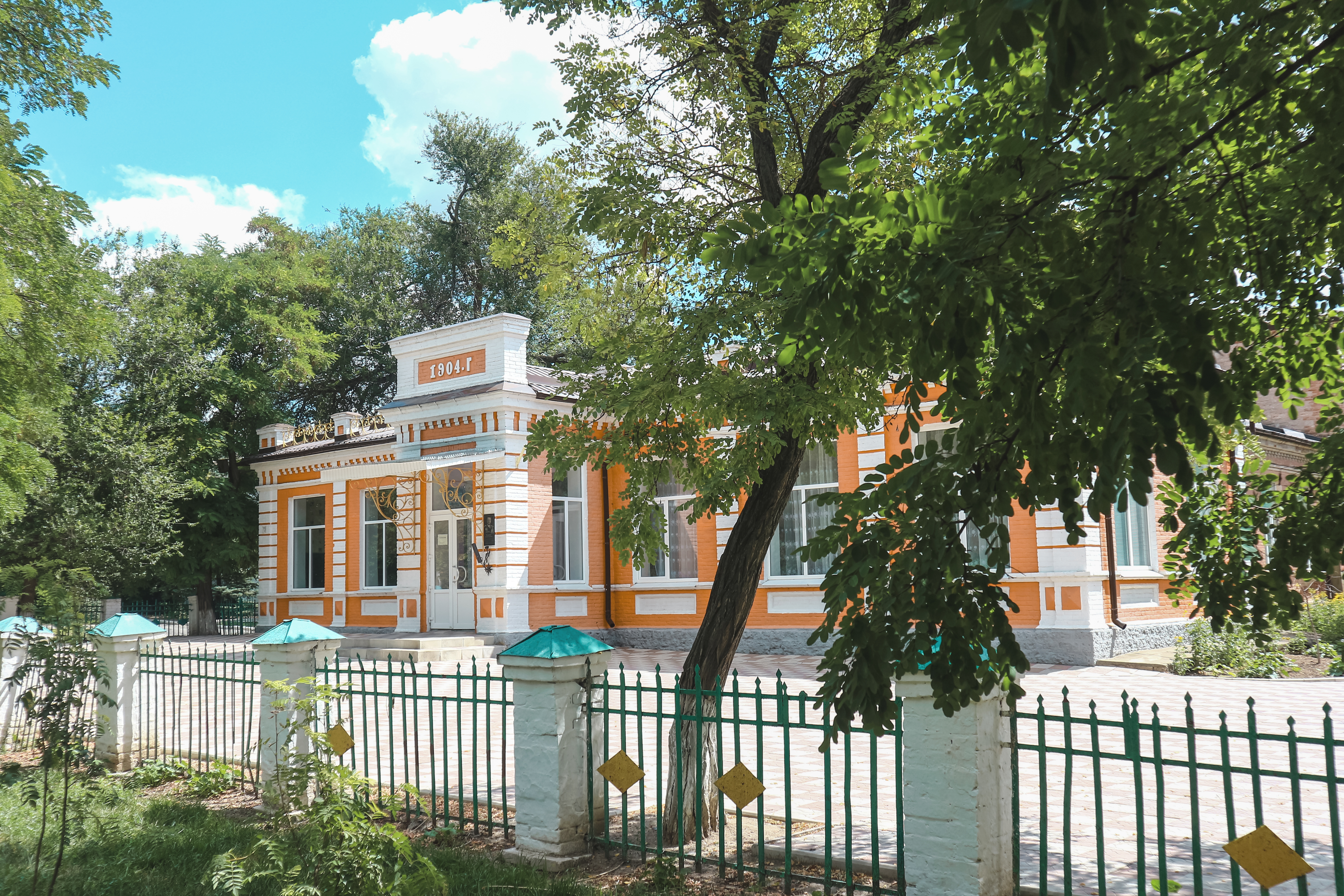
Ancien lycée de garçons fondé en 1904.
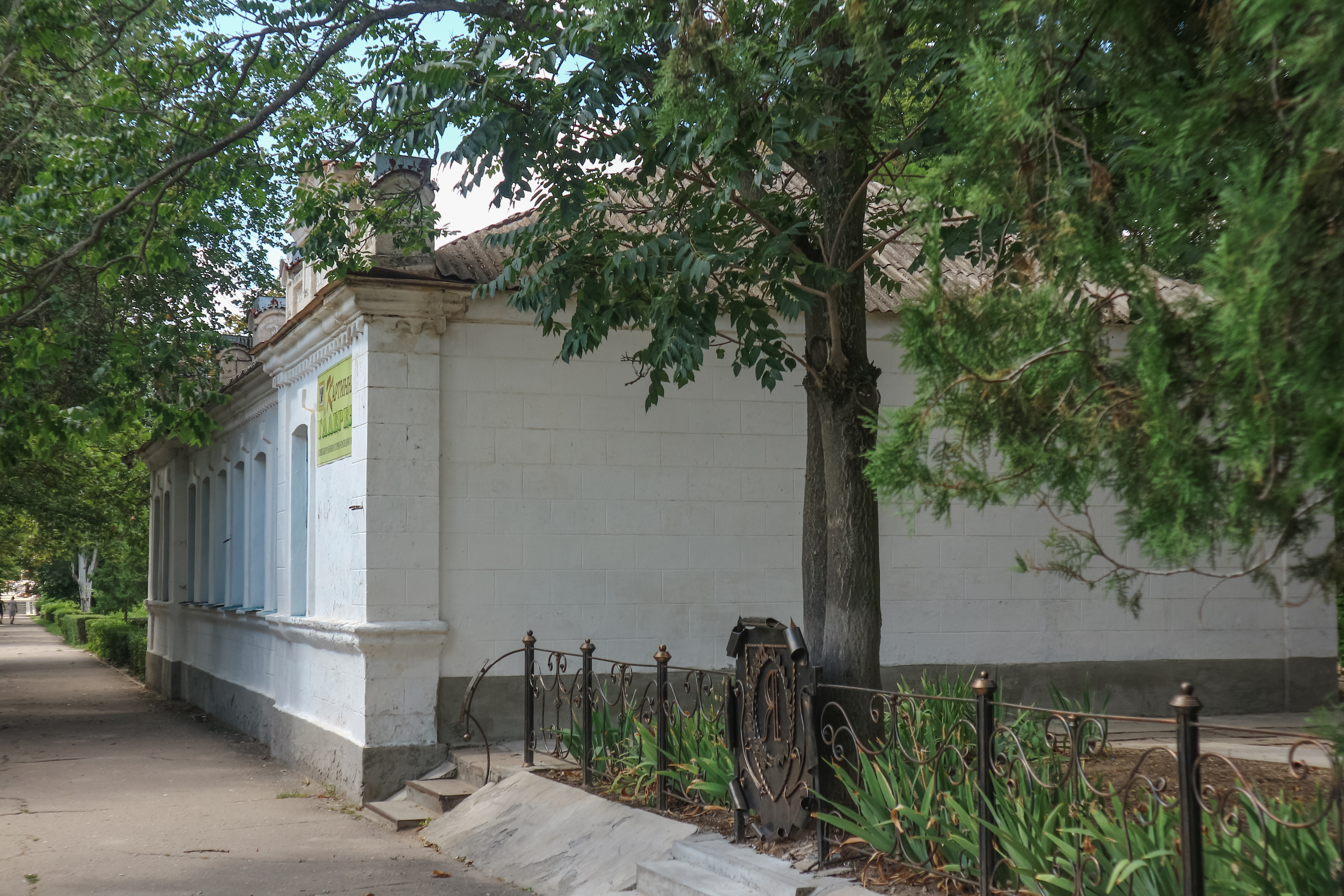
Galerie de tableaux du musée d'histoire local.
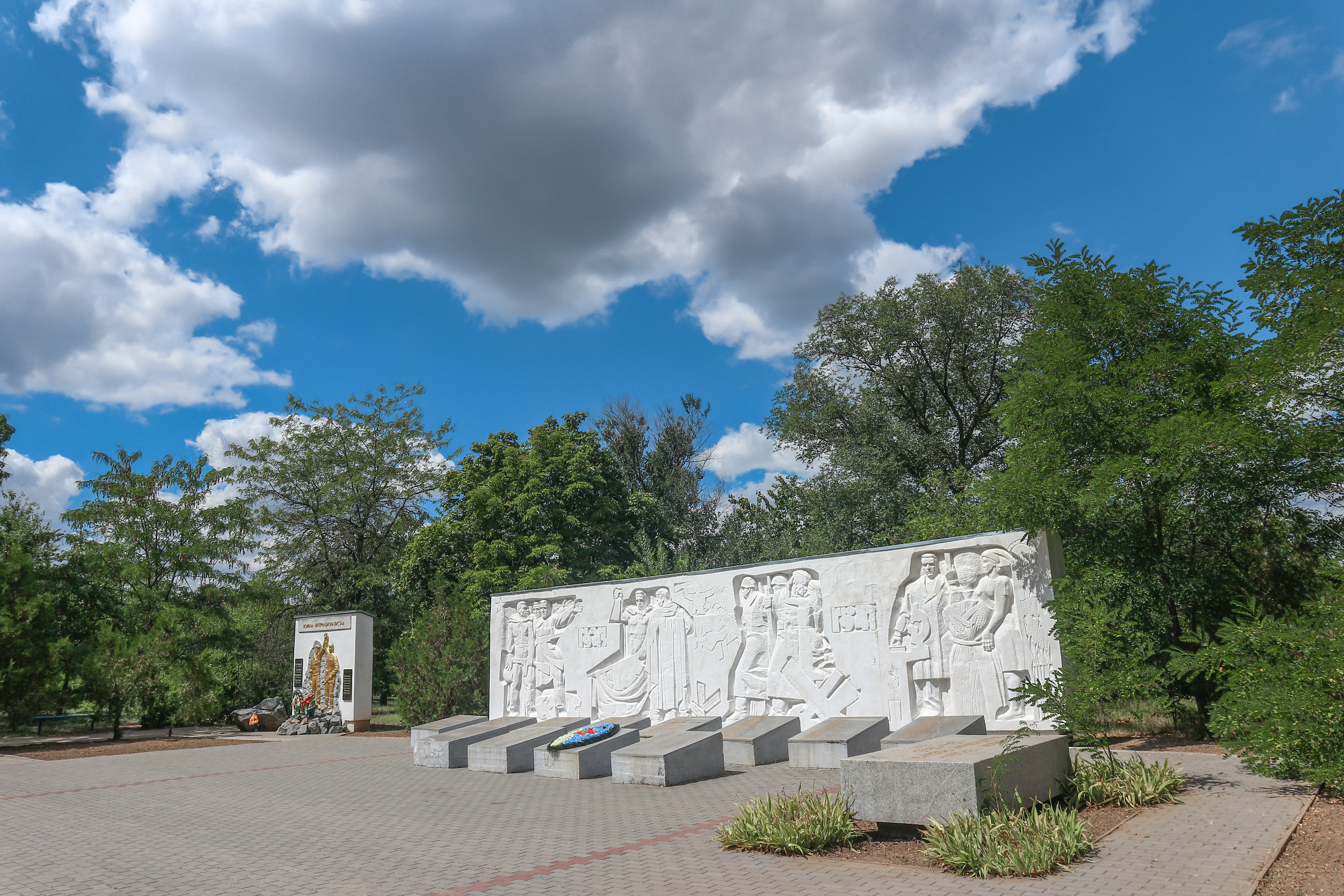
Sépultures et monument aux morts de la Grande Guerre patriotique, classé[9].
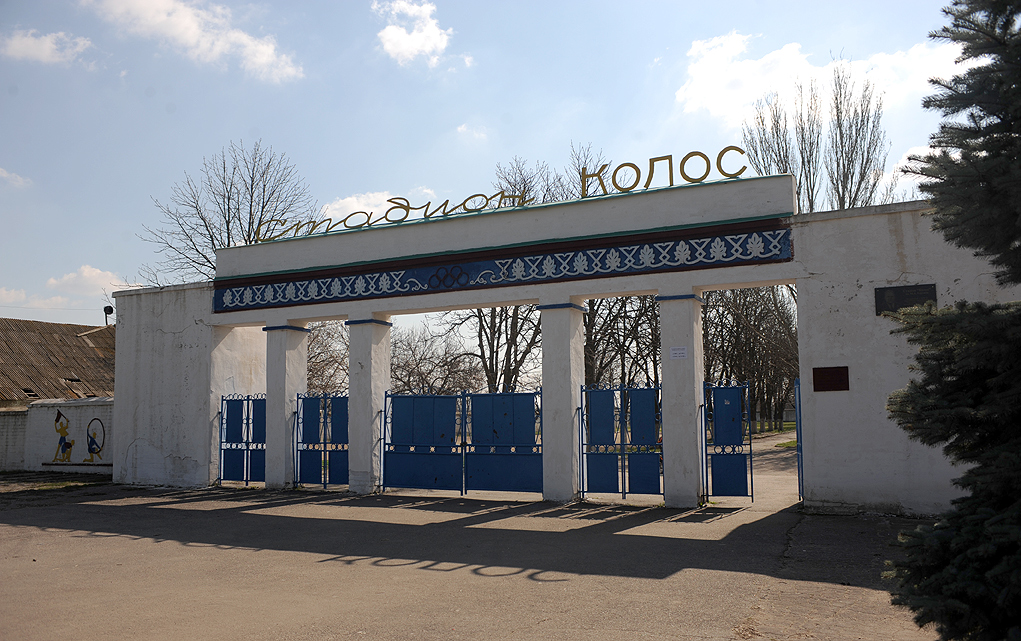
Entrée du stade Colosse.